# Tracy, Missouri
Tracy är en ort i Platte County i delstaten Missouri, USA.